# Bill Everett
William Blake "Bill" Everett, född 18 maj 1917 i Cambridge, Massachusetts, död 27 februari 1973 i New York, var en amerikansk serieskapare. Han är känd för att ha skapat superhjältarna Namor och Daredevil med Stan Lee.